# Equipo de Copa Davis de Jamaica
El equipo jamaicano de Copa Davis representa a Jamaica en la Copa Davis y se rigen por la Tennis Jamaica.

## Historia
Jamaica compitió en su primera Copa Davis en 1988. Jamaica actualmente compite en el Grupo III de la Zona Americana. Los jamaicanos nunca estuvieron en el Grupo Mundial, pero su mejor actuación en el certamen, fue en 1988 (año de su debut), cuando fue semifinalista de la Zona Americana 1.

## Equipo actual
- Damion Johnson
- Dominic Pagon
- Rowland Phillips